# Porto Alegre do Norte
Porto Alegre do Norte är en kommun i Brasilien.   Den ligger i delstaten Mato Grosso, i den centrala delen av landet, 700 km nordväst om huvudstaden Brasília. Antalet invånare är 10 754.
Omgivningarna runt Porto Alegre do Norte är huvudsakligen savann. Runt Porto Alegre do Norte är det mycket glesbefolkat, med 2 invånare per kvadratkilometer.